# Ordre de la princesse Olga
L'ordre de la princesse Olga (en ukrainien : Орден княгині Ольги) est une distinction pour les femmes ukrainiennes.
Cette décoration a été créée en 1997 en référence à Olga de Kiev pour récompenser les femmes accomplissant des actions remarquables dans l'éducation, le développement de l'État ou la renaissance spirituelle de la nation.
Elle ne doit être confondue avec l'ordre éponyme décerné par l'Église orthodoxe.

## Récipiendaires
- Maryna Lytovchenko.
- Mariam Almheiri.
- Yuliia Batenkova-Bauman.
- Anna Bessonova.
- Olena Kondratiouk.
- Olena Pidhrushna.
- Nina Bocharova.
- Montserrat Caballé.
- Sandra Kalniete.
- Raïssa Kyrytchenko.
- Slavjanka Petrovska.
- Iana Klotchkova.
- Agata Kornhauser-Duda.
- Olena Kostevytch.
- Nataliya Krol.
- Sofia Rotaru.
- Jennifer Granholm.
- Olena Hovorova.
- Þórdís Kolbrún R. Gylfadóttir.
- Chrystia Freeland.
- Mette Frederiksen.